# Andrij Nesmačnyj
Andrij Mykolajovyč Nesmačnyj (ukrajinsky Андрій Миколайович Несмачний; * 28. února 1979, Brjansk, Rusko) je bývalý ukrajinský fotbalista.

## Kariéra
Nesmačnyj je odchovancem klubu Tavria Simferopol. V roce 1997 přestoupil do Dynama Kyjev, kde nejprve nastupoval střídavě v prvním i druhém týmu, a od roku 2001 byl stálým hráčem prvního týmu. V první ukrajinské lize odehrál levý obránce více než 200 zápasů.
Nesmačnyj nebyl v přestupovém okně v zimě 2006 daleko od angažmá v Blackburnu Rovers, hrajícího tehdy Premier League. Trenér Mark Hughes potvrdil zájem o Nesmačného, když o něm řekl, že má "dobrou herní intelligenci" a "velké zkušenosti z mezinárodních zápasů". Také řekl, že trénoval s jeho týmem na konci prosince 2006. Nicméně neslíbil, že k přestupu dojde. Nakonec z přestupu sešlo.
Za ukrajinský národní tým odehrál celkem 67 zápasů. Debutoval v dubnu 2000 v zápase proti Bulharsku. V březnu 2009 se rozhodl ukončit reprezentační kariéru, aby se mohl více soustředit na svůj klub. Po vypršení smlouvy v roce 2011 ukončil svou kariéru, aby se mohl více věnovat kazatelské činnosti jako svědek Jehovův.
Během Mistrovství světa v Německu Nesmačnyj nezpíval hymnu a nedržel ruku na srdci. Když se ho novináři ptali na důvod, řekl, že "mí rodiče i já jsme již dlouho svědky Jehovovými. Naše přesvědčení nám nedovoluje uctívat žádného člověka ani věc, včetně vlajky a dávat ruku na srdce. Všechna sláva a čest patří Bohu Jehovovi."
Ukrajinský trenér Oleh Blochin ho nominoval do třiadvacetičlenného týmu na mistrovství světa v roce 2006, kde odehrál všech pět zápasů.

## Úspěchy
- Vítěz ukrajinské ligy : 2000, 2001, 2003, 2004, 2007, 2009
- Ukrajinský pohár : 2000, 2003, 2005, 2006, 2007
- Ukrajinský superpohár : 2004, 2006, 2007, 2009
- Pohár Prvního kanálu : 2008
- Pohár Společenství nezávislých států: 1996, 1997, 1998, 2002
- Účast na Mistrovství světa ve fotbale 2006 (odehrál všech 5 zápasů)